# Beaconsfield Upper
Beaconsfield Upper är en del av en befolkad plats i Australien. Den ligger i kommunen Cardinia och delstaten Victoria, omkring 44 kilometer sydost om delstatshuvudstaden Melbourne. Antalet invånare är 3 119.
Runt Beaconsfield Upper är det ganska tätbefolkat, med 75 invånare per kvadratkilometer.. Närmaste större samhälle är Berwick, nära Beaconsfield Upper.
I omgivningarna runt Beaconsfield Upper växer i huvudsak städsegrön lövskog. Genomsnittlig årsnederbörd är 1 251 millimeter. Den regnigaste månaden är maj, med i genomsnitt 154 mm nederbörd, och den torraste är januari, med 51 mm nederbörd.